# Аллоблениусы
Аллоблениусы (лат. Alloblennius) — род рыб семейства собачковых (Blenniidae). Встречаются в западной части Индийского океана.

## Виды
- Alloblennius anuchalis
- Alloblennius jugularis
- Малый аллоблениус (Alloblennius parvus)[1]
- Alloblennius pictus